# Список вратарей, забрасывавших шайбу в НХЛ
Список вратарей, забросивших шайбу в матчах Национальной хоккейной лиге.

## История

### Предыстория
Хоккейный вратарь может забить гол либо сам, либо после автогола соперника, если он последним коснулся шайбы, так как в хоккее автоголы не фиксируются (правило 78.4 «Официальной книги правил НХЛ»).
Вратари забивали голы, хотя и очень редко, начиная с самых ранних дней этого вида спорта. До создания НХЛ в 1917 году, были некоторые случаи голов вратарей, когда они выходили из ворот и принимали участие в матче как обычные полевые игроки. Это действие было запрещено после того, как вратарь «Торонто Мейпл Лифс» Гари Смит получил травму в подобной ситуации в сезоне 1966/1967. Теперь по правилам вратарю не разрешается пересекать центральную красную линию (правило 27.7).
Первый случай гола вратаря был зарегистрирован 18 февраля 1905 года. В соответствии со статьёй в «Montreal Star», в матче Канадской любительской хоккейной лиги (CAHL) вратарь «Монреаль Уэстмаунтс» Фред Брофи вышел в поле и забил гол в ворота члена Зала хоккейной славы Пэдди Морана («Квебек Булдогз»), при этом последний и большинство из зрителей бились в «конвульсиях от смеха». Также перед этим голом оба вратаря обменялись попытками забросить шайбу друг другу. Брофи повторил подвиг год спустя, 7 марта 1906 года, пройдя всё поле и забив в ворота Натана Фрая из «Монреаль Викториас» в Любительской хоккейной ассоциации Восточной Канады (ECAHA).
Первым вратарём, на которого была записана голевая передача, стал Жорж Везина в сезоне 1917/1918, после того, как шайба отскочила от его щитков партнёру по команде, и тот забил гол. И лишь в сезоне 1935/1936 была зафиксирована первая намеренная голевая передача, выполненная вратарём, её сделал Тайни Томпсон.
Во время Второй мировой войны вратарь команды Всех звёзд канадской армии Чак Рэйнер забил гол после выхода в поле. Позже в НХЛ он неоднократно пытался повторить этот подвиг, но это ему так и не удалось.
Все вратари, забившие голы в НХЛ, сделали это в пустые ворота, когда команда соперника сменила своего вратаря на шестого полевого игрока. Забросить шайбу таким образом до 1931 года было невозможно, так как не было принято менять вратаря шестым игроком. Первым этот приём использовал тренер «Бостон Брюинз» Арт Росс, сменивший Тайни Томпсона во второй игре полуфинала против «Монреаль Канадиенс». Первую попытку поразить пустые ворота соперника предпринял вратарь «Торонто Мейпл Лифс» Турк Брода в 1947 году в матче против «Нью-Йорк Рейнджерс».
В 1977 году Рогасьен Вашон на некоторое время стал первым вратарём, забившим шайбу, но после просмотра видеоповтора гол записали на его партнёра по команде. Подобный случай произошёл в 1987 году, когда игрок «Нью-Йорк Айлендерс» Брент Саттер забил гол в свои ворота во время отложенного штрафа, изначально шайбу записали на вратаря «Нью-Йорк Рейнджерс» Боба Фроза, но просмотрев повтор, судьи пришли к выводу, что Фроз не коснулся шайбы, и гол был записан на Дэвида Шоу.

### Голы в НХЛ
Билли Смит из «Нью-Йорк Айлендерс» стал первым вратарём, официально забившим шайбу в НХЛ. Это случилось 28 ноября 1979 года, когда на его счёт была записана шайба после автогола соперника. Этот матч остаётся единственным, в котором команда вратаря, забившего шайбу, проиграла. Голкипер «Филадельфия Флайерз» Рон Хекстолл стал вторым вратарём, забившим гол и первым сделавшим это напрямую, без помощи соперников. Это произошло 8 декабря 1987 года в матче с «Бостон Брюинз», которые сняли вратаря.
На данный момент 17 вратарей забили в общей сложности 20 шайб в играх НХЛ. Из них 12 были забиты напрямую и 8 в результате автогола. Двоим из этих вратарей удалось в одном матче забить шайбу и отыграть на ноль, это Дэмиан Роудз и Жозе Теодор. Билли Смит — единственный из этого списка, кто забил гол в матче, который его команда проиграла.
Крис Мэйсон, Дэмиан Роудз, Тристан Джарри и Алекс Неделькович забивали шайбы и в АХЛ, и в НХЛ. В 6 из 14 голов участвовали вратари франшизы «Нью-Джерси Девилз» (3 — забили, 3 — пропустили).
Хотя Мартин Бродёр является лучшим бомбардиром среди вратарей (3 гола), но при этом Рон Хекстолл, забивший 2 шайбы, является единственным вратарём, забросившим 2 шайбы напрямую в ворота соперника. Бродёр же напрямую забросил только 1 шайбу. Вторая в карьере шайба Бродёра является единственным победным голом, забитым вратарём. Хекстолл и Бродёр также являются единственными голкиперами, забившими гол в матче плей-офф. Хекстолл является единственным вратарём, забившим гол в меньшинстве, а Евгений Набоков и Мартин Бродёр в большинстве. Бродёр является единственным вратарём, забившим гол, когда вратарь соперника технически ещё был в воротах, хотя, на самом деле, Дэн Эллис был на пути к скамейке запасных, а затем попытался вернуться в ворота, но не успел. В ворота Бродёра также была забита шайба другим вратарём (Дэмиан Роудз), когда он был заменён на шестого полевого игрока.
Тристан Джарри из «Питтсбург Пингвинз» 30 ноября 2023 года забросил шайбу прямым броском в ворота «Тампа-Бэй Лайтнинг». Джарри стал первым за 10 с лишним лет североамериканским вратарём, забросившим шайбу в НХЛ. Также Джарри забросил самую раннюю шайбу (за 68 секунд до конца третьего периода) прямым броском с 1987 года.
17 января 2025 года  Алекс Неделькович стал первым вратарём в истории, которому удалось забить гол и отдать голевую передачу в одном матче. Также Неделькович побил рекорд Джарри, забросив самую раннюю шайбу (за 2 минуты и 42 секунды до конца третьего периода) прямым броском.
1 марта 2025 года вратарь «Нью-Йорк Айлендерс» Илья Сорокин стал вторым российским голкипером, который отличился голом в матче регулярного чемпионата НХЛ в матче против «Нэшвилл Предаторз». Это была первая за 12 лет шайба вратаря после автогола соперника.

## Список шайб, забитых вратарями в НХЛ
Легенда
ПО — плей-офф
АГ — автогол: гол был записан на вратаря, так как он последним коснулся шайбы перед тем как противник забил её в свои ворота
Бросок — шайба была забита броском вратаря по воротам соперника
ГБ — гол в большинстве
ГМ — гол в меньшинстве
ПГ — победный гол
ОШ — гол, забитый во время отложенного штрафа
 §  — команда игрока проиграла матч
Жирным выделены вратари, продолжающие играть в НХЛ
Жирным выделены голы, забитые в домашних матчах
В скобках указанно количество забитых за карьеру голов
| Имя               | Команда             | Сезон   | Дата        | Команда-соперник    | Вратарь соперника    | Как забита           | Итоговый счёт | Прим.         |
| ----------------- | ------------------- | ------- | ----------- | ------------------- | -------------------- | -------------------- | ------------- | ------------- |
| Билли Смит        | Нью-Йорк Айлендерс  | 1979/80 | 28 ноя 1979 | Колорадо Рокиз      | Билл Маккензи        | АГ (Роб Рэмэдж)      | 4-7§          | 44:50, ОШ     |
| Рон Хекстолл      | Филадельфия Флайерз | 1987/88 | 8 дек 1987  | Бостон Брюинз       | Реджи Лемелен        | Бросок               | 5-2           | 58:48         |
| Рон Хекстолл (2)  | Филадельфия Флайерз | ПО 1989 | 4 ноя 1989  | Вашингтон Кэпиталз  | Пит Питерс           | Бросок               | 8-5           | 58:58, ГМ     |
| Крис Осгуд        | Детройт Ред Уингз   | 1995/96 | 6 мар 1996  | Хартфорд Уэйлерс    | Шон Бурк             | Бросок               | 4-2           | 59:49         |
| Мартин Бродёр     | Нью-Джерси Девилз   | ПО 1997 | 17 апр 1997 | Монреаль Канадиенс  | Жослен Тибо          | Бросок               | 5-2           | 59:15         |
| Дэмиан Роудз      | Оттава Сенаторз     | 1998/99 | 2 янв 1999  | Нью-Джерси Девилз   | Мартин Бродёр        | АГ (Лайл Оделайн)    | 6-0           | 08:14, ОШ     |
| Мартин Бродёр (2) | Нью-Джерси Девилз   | 1999/00 | 15 фев 2000 | Филадельфия Флайерз | Брайан Буше          | АГ (Дэймонд Лэнгкоу) | 4-2           | 49:43, ПГ, ОШ |
| Жозе Теодор       | Монреаль Канадиенс  | 2000/01 | 2 янв 2001  | Нью-Йорк Айлендерс  | Джон Ванбисбрук      | Бросок               | 3-0           | 59:51         |
| Евгений Набоков   | Сан-Хосе Шаркс      | 2001/02 | 10 мар 2002 | Ванкувер Кэнакс     | Петерис Скудра       | Бросок               | 7-4           | 59:12, ГБ     |
| Мика Норонен      | Баффало Сейбрз      | 2003/04 | 14 фев 2004 | Торонто Мейпл Лифс  | Тревор Кидд          | АГ (Роберт Райхел)   | 6-4           | 59:17         |
| Крис Мэйсон       | Нэшвилл Предаторз   | 2005/06 | 15 апр 2006 | Финикс Койотис      | Давид Ленево         | АГ (Джефф Сэндерсон) | 5-1           | 50:47, ОШ     |
| Кэм Уорд          | Каролина Харрикейнз | 2011/12 | 26 дек 2011 | Нью-Джерси Девилз   | Юхан Хедберг         | АГ (Илья Ковальчук)  | 4-2           | 59:30         |
| Мартин Бродёр (3) | Нью-Джерси Девилз   | 2012/13 | 21 мар 2013 | Каролина Харрикейнз | Дэн ЭллисA           | АГ (Джордан Стаал)   | 4-1           | 03:54, ГБ, ОШ |
| Майк Смит         | Финикс Койотис      | 2013/14 | 19 окт 2013 | Детройт Ред Уингз   | Джимми Ховард        | Бросок               | 5-2           | 59:59B        |
| Пекка Ринне       | Нэшвилл Предаторз   | 2019/20 | 9 янв 2020  | Чикаго Блэкхокс     | Кори Кроуфорд        | Бросок               | 5-2           | 59:38         |
| Линус Улльмарк    | Бостон Брюинз       | 2022/23 | 25 фев 2023 | Ванкувер Кэнакс     | Артур Шилов          | Бросок               | 3-1           | 59:22         |
| Тристан Джарри    | Питтсбург Пингвинз  | 2023/24 | 30 ноя 2023 | Тампа-Бэй Лайтнинг  | Андрей Василевский   | Бросок               | 4-2           | 58:52         |
| Филип Густавссон  | Миннесота Уайлд     | 2024/25 | 15 окт 2024 | Сент-Луис Блюз      | Джордан Биннингтон   | Бросок               | 4-1           | 59:51         |
| Алекс Неделькович | Питтсбург Пингвинз  | 2024/25 | 17 янв 2025 | Баффало Сейбрз      | Укко-Пекка Луукконен | Бросок               | 5-2           | 57:18         |
| Илья Сорокин      | Нью-Йорк Айлендерс  | 2024/25 | 1 мар 2025  | Нэшвилл Предаторз   | Юусе Сарос           | АГ (Стивен Стэмкос)  | 7-4           | 59:48         |

A Эллис ещё не доехал до скамейки, чтобы замениться на шестого полевого игрока (на самом деле он пытался вернуться, чтобы остановить шайбу) и, таким образом, шайба была записана как официальный пропущенный им гол, а не как гол в пустые ворота.

B На повторе видно, что гол был забит за 0,1 секунду до конца игры.